# Рибордоне
Рибордоне (итал. Ribordone) — коммуна в Италии, располагается в регионе Пьемонт, в провинции Турин.
Население составляет 77 человек (2008 г.), плотность населения составляет 2 чел./км². Занимает площадь 44 км². Почтовый индекс — 10080. Телефонный код — 0124.
Покровителем коммуны почитается Архангел Михаил, празднование 29 сентября.

## Демография
Динамика населения:

## Администрация коммуны
- Официальный сайт: http://www.comune.ribordone.to.it/